# 横手健
横手 健（よこて けん、1993年4月27日 - ）は日本の陸上競技選手、専門は長距離種目。作新学院高等学校・明治大学政治経済学部卒業。富士通陸上競技部所属。

## 人物

### 中学・高校時代
- 中学時代は野球部に所属していたが、全国都道府県対抗男子駅伝の2区に出場し、区間タイ記録（区間2位）をマークした。
- 作新学院高校時代から世代のトップ選手として活躍。高校3年時には全国高校総体5000mで4位入賞。服部勇馬（仙台育英高校→東洋大学）・久保田和真（九州学院高校→青山学院大学）を抑え日本人トップの成績を収めた。また国民体育大会5000mでは優勝を果たした。

### 大学時代
- 明治大学入学直後の2012年日本ジュニア陸上競技選手権大会10000mで優勝を果たし、同年の世界ジュニア陸上競技選手権大会10000m代表に選出され、7位入賞を果たした[1]。
- 3年時の第46回全日本大学駅伝では5区を走り、区間賞を獲得するとともに志方文典（早稲田大学）の持っていた区間記録を4年ぶりに更新する活躍で、明治大学の準優勝に貢献。この年から創設された同駅伝MVP賞の初代受賞者となった[2]。
- 第91回箱根駅伝では強豪ひしめく1区で中村匠吾（駒澤大学）、久保田和真（青山学院大学）に次ぐ区間3位[3]。チームの往路2位（第27回大会以来64年ぶり）の原動力となった。
- 2月の丸亀ハーフマラソンでは日本人学生歴代4位（1時間01分37秒）の好記録をマークした。
- 4年時は主将に就任し、木村慎とともにWエースとして活躍。6月の第99回日本選手権では5000mに出場し自己ベストを更新（13分41秒74）。7位入賞を果たし、学生唯一の入賞者となった。7月のホクレンディスタンスチャレンジ10000mでは27分58秒40を記録し、当時現役学生唯一の10000m27分台に突入した。しかし、その後は右足の膝蓋靭帯のケガの影響から、出雲駅伝・全日本大学駅伝を欠場した。
- 第92回箱根駅伝では戦線に復帰し、前回大会と同じく1区を担当。青学大の久保田には敗れたものの1区歴代8位の好タイムで区間2位。流れを作ったもののチームは往路17位・総合14位と低迷した[4]。

### 実業団時代
- 富士通入社初年度の第61回ニューイヤー駅伝では最長区間である4区を務め、10人抜きの区間4位と好走。
- 2017年の第101回日本選手権では10000mで5位入賞。同年の第65回全日本実業団陸上では5000mで日本人トップとなる7位入賞を果たす。
- 2020年より富士通陸上競技部長距離主将に就任。

## 記録・戦績

### 自己ベスト
- 5000m公認：13分31秒35（2017年‐第26回金栗記念選抜陸上中長距離熊本大会2017）
- 10000m公認：27分58秒40（2015年‐ホクレンディスタンスチャレンジ）
- ハーフマラソン公認：1時間01分37秒（2015年‐香川丸亀国際ハーフマラソン） [5]

### 大学駅伝戦績
| 学年             | 出雲駅伝                      | 全日本大学駅伝                     | 箱根駅伝                          |
| ---------------- | ----------------------------- | ---------------------------------- | --------------------------------- |
| 1年生 (2012年度) | 第24回 ― - ― 出走なし         | 第44回 ― - ― 出走なし              | 第89回 8区-区間9位 1時間07分38秒  |
| 2年生 (2013年度) | 第25回 5区-区間3位 18分38秒   | 第45回 3区-区間6位 28分03秒        | 第90回 5区-区間19位 1時間25分41秒 |
| 3年生 (2014年度) | 第26回 3区エントリー 大会中止 | 第46回 5区-区間賞 33分22秒(区間新) | 第91回 1区-区間3位 1時間02分07秒  |
| 4年生 (2015年度) | 第27回 ― - ― 出走なし         | 第47回 ― - ― 出走なし              | 第92回 1区-区間2位 1時間01分44秒  |